# Bandido (Kartenspiel)
Bandido ist ein kooperatives Kartenspiel, das aus 70 Spielkarten besteht. Ziel des Spieles ist, den Verbrecher Bandido daran zu hindern, aus einem unterirdischen Tunnelsystem auszubrechen. Dies erreicht man, indem man die Spielkarten so legt, dass alle möglichen Fluchtwege blockiert werden.

## Spielaufbau
Die sogenannte Superkarte wird in die Mitte eines großen Tisches gelegt. Die Superkarte hat zwei Seiten, eine mit 5 Gängen (die einfache Seite) und eine mit 6 Gängen (die schwere Seite). Alle Karten werden gemischt und verdeckt auf einen großen Haufen gelegt und jeder Spieler nimmt sich drei Karten.

## Spielverlauf
Der jüngste Spieler fängt an. Wenn man dran ist, legt man eine seiner drei Karten so, dass sie mit einer oder mehreren Karten auf dem Tisch verbunden ist. Da es sich bei Bandido um ein kooperatives Kartenspiel handelt, dürfen alle Spieler untereinander die beste Vorgehensweise besprechen. Es ist aber nicht erlaubt, den anderen Spielern die eigenen Karten zu zeigen oder zu beschreiben.
Die Karte, die gelegt wird, muss perfekt passen. Nachdem eine Karte gespielt wurde, wird eine neue Karte vom Kartenstapel gezogen. Wenn der Spieler keine Karten anlegen kann, darf er/sie sie unter den Kartenstapel legen und sich anschließend die drei obersten Karten des Kartenstapels nehmen.

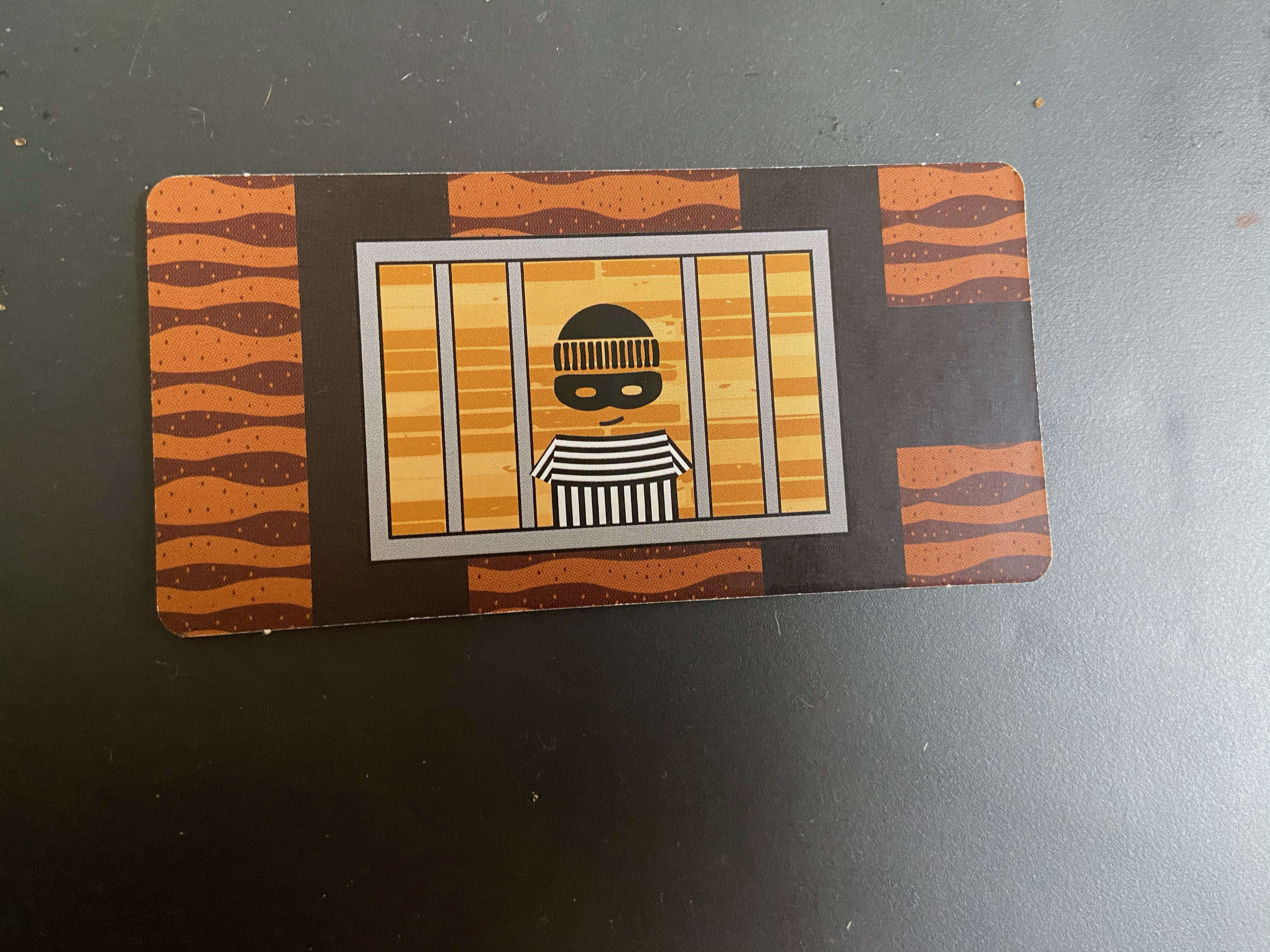
Die Superkarte mit dem Verbrecher Bandido.

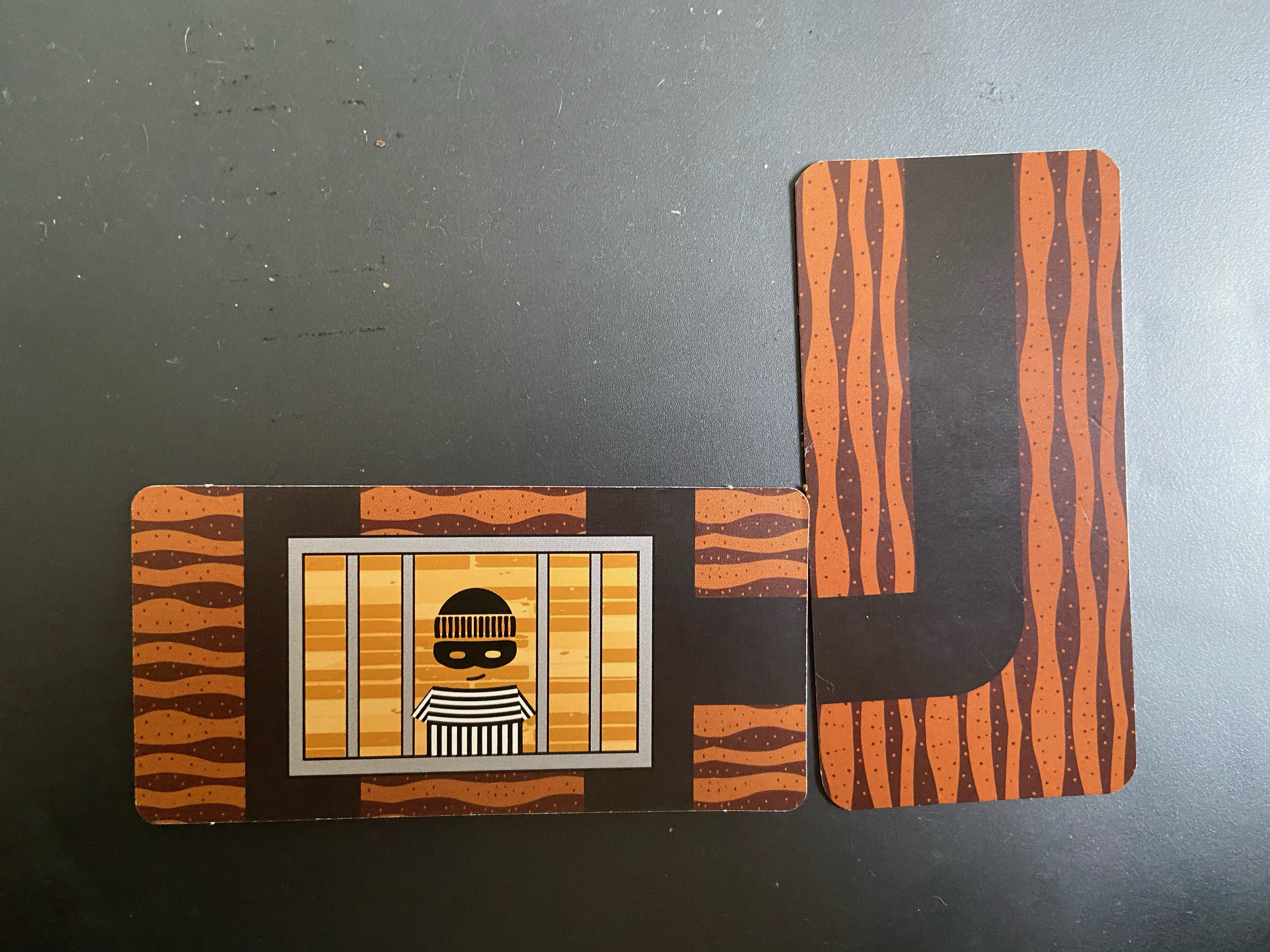
Dieser Spielzug ist erlaubt.

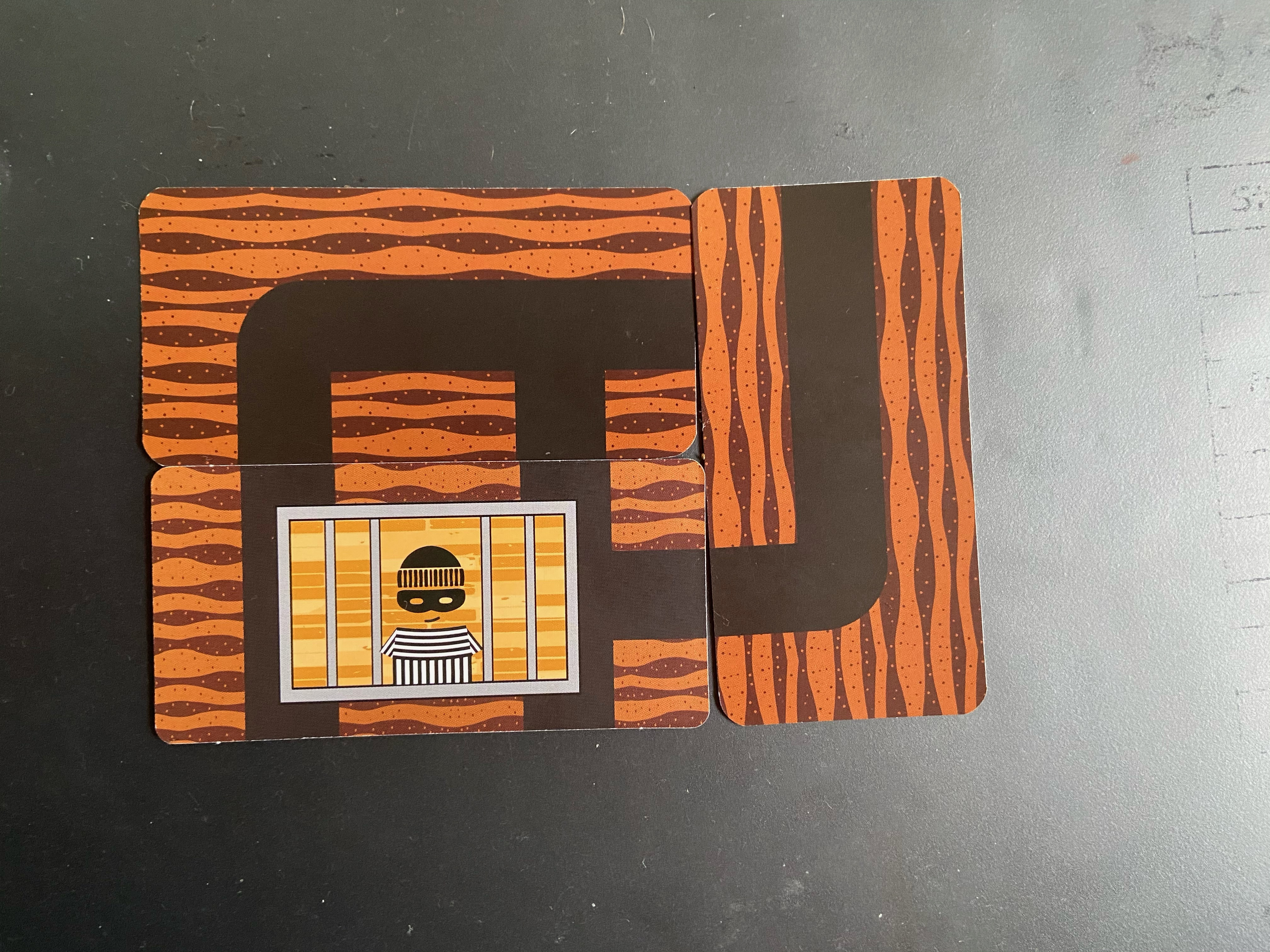
Dieser Spielzug ist nicht erlaubt.

Es wird so lange gespielt, bis alle Tunnel blockiert sind (dann hat man gewonnen) oder der Kartenstapel leer ist (dann hat man leider verloren). Die Spieler müssen darauf achten, dass sie keine Karte so legen, dass ein Tunnel nicht mehr blockiert werden kann.

## Spielende
Wenn die Spieler es schaffen, alle Tunnel zu blockieren, dann haben sie das Spiel gewonnen. Wenn alle Karten des Kartenstapels verbraucht sind und noch ein (oder mehrere) Tunnel offenbleiben, dann kann Bandido entkommen und das Spiel ist dann leider verloren.

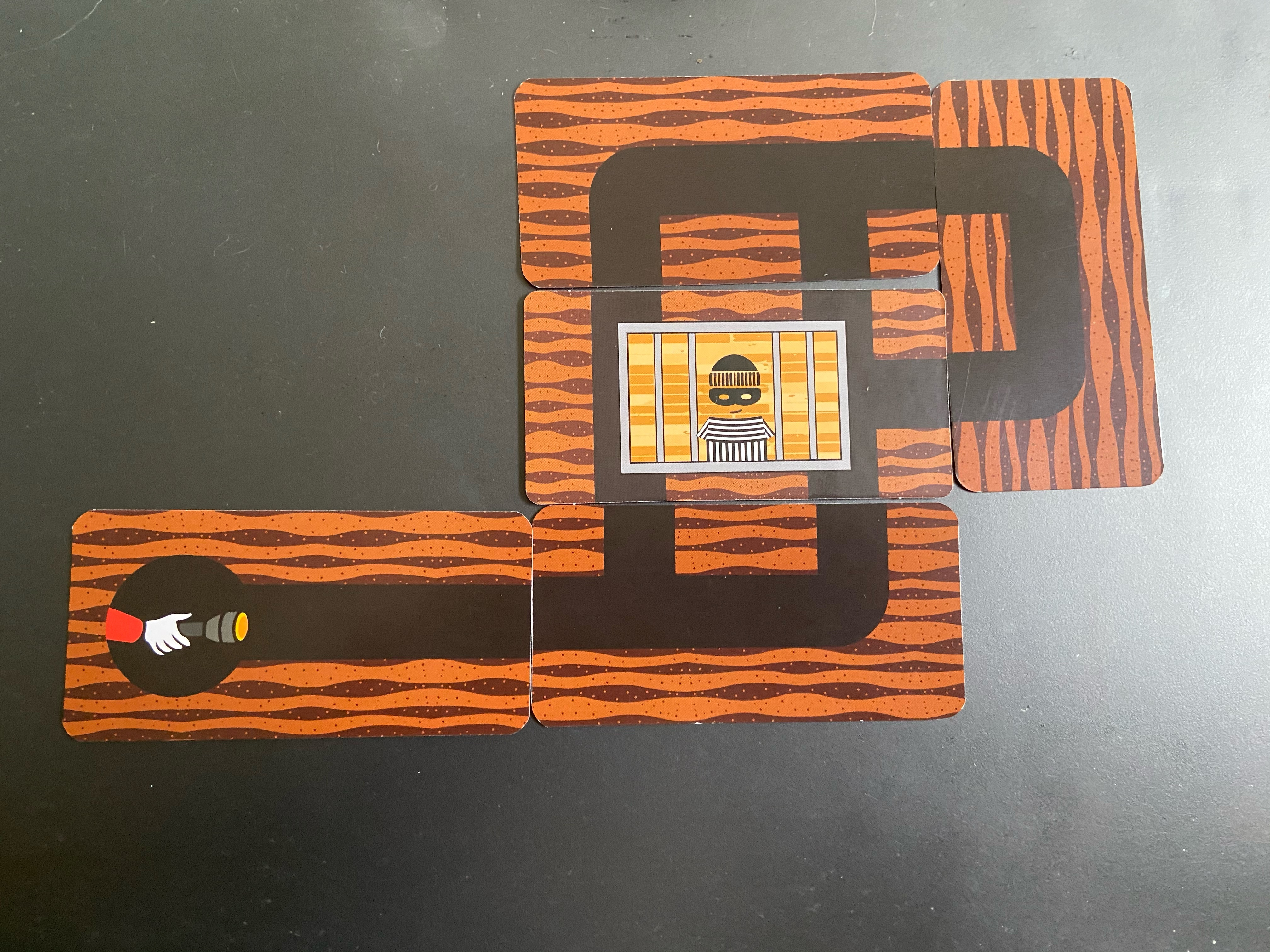
Dieses Spiel wurde gewonnen, da alle Fluchtwege mit perfekt passenden Karten blockiert wurden.